# (7723) Lugger
(7723) Lugger (1952 QW) est un astéroïde de la ceinture principale aréocroiseur, découvert le 28 août 1952 à l'observatoire Goethe Link près de Brooklyn, dans l'Indiana. Il a une magnitude absolue de 14,3.